# ネリー・チョバヌ
ネリー・チョバヌ（Nelly Ciobanu、1974年10月28日 - ）は、モルドバの歌手。チョバヌはティラスポリの音楽学校を卒業した。チョバヌは、兄弟とのデュオMaster Dinamitとして1993年に初めてステージに上がった。

## 来歴
チョバヌは数多くの国際的な音楽コンクールでの受賞歴を持っている。1998年のウクライナのYalta 98優勝、1999年にはブルガリアのDiscoveryで最優秀賞（参加曲はリヴィウ・スティルブ Liviu Stirbu作曲）、カザフスタン・アルマトイのVoice of Asiaで準優勝、2000年にはベラルーシの音楽祭Slavic Bazaar優勝、ロシアのDelphian Gamesで銅メダル、2002年には北朝鮮の音楽祭Spring of Aprilで金賞、2003年にはラトビア・ユールマラのNew Waveで準優勝、ウクライナ・ハルキウのK. Shulzhenkoコンテストで最優秀賞、ユーロビジョン・ソング・コンテスト2005のモルドバ国内選考で2位となった。また、Five Starsの審査員も務めた。チョバヌはモルドバ語、ロシア語、英語、イタリア語、朝鮮語を含む11の言語で歌う。チョバヌは多くのロシア人や、パトリシア・カース、マイク・ボルトンなどその他の諸国のアーティストとツアーを共にした。2005年12月24日、娘を出産した。

## ユーロビジョン・ソング・コンテスト2009
チョバヌはロシアのモスクワで行われるユーロビジョン・ソング・コンテストの2009年大会に、モルドバ代表として参加する。